# Grandes Personagens da História Universal
Grandes Personagens da História Universal é uma coleção enciclopédica brasileira em cinco volumes com biografias de figuras da História, especialmente eurocêntrica, com riqueza iconográfica. Foi uma publicação lançada em fascículos e em bancas de jornais pela Editora Abril na década de 1970. A lista variava de personagens desde a Antiguidade até o século XIX. É composta em formato capa dura, com medidas 24,5 x 30 cm, branca com adornos dourados. Cada fascículo trazia a biografia de um personagem histórico, ilustrada por quadros, mapas e outras reproduções de imagens, além de cronologias da vida da pessoa e de seu contexto histórico.

## Lista de personagens
A lista abaixo está incompleta. Os personagens relativos a alguns fascículos não são informados.
1. Alexandre Magno
2. Júlio César
3. Maomé
4. Carlos Magno
5. Buda
6. Gregório VII
7. Péricles
8. São Paulo
9. Justiniano
10. São Bento
11. Confúcio
12. Espártaco
13. Santo Agostinho
14. Átila
15. Joana d'Arc
16. Colombo
17. Gêngis Cã
18. Leonardo
19. Lucrécia Bórgia
20. Dante
21. Vasco da Gama
22. São Francisco
23. Erasmo
24. Ricardo Coração de Leão
25. Marco Polo
26. João Huss
27. Filipe, o Belo
28. Lourenço o Magnífico
29. Lutero
30. Cortez
31. Elizabeth I
32. Galileu
33. Carlos V
34. Richelieu
35. Luís XIV
36. Pedro, o Grande
37. Shakespeare
38. Henrique IV
39. Gustavo Adolfo
40. Solimão, o Magnífico
41. Voltaire
42. Guilherme de Orange
43. Oliver Cromwell
44. Napoleão
45. Washington
46. Frederico, o Grande
47. Robespierre
48. Metternich
49. Nicolau I
50. Vitória
51. William Pitt o Jovem
52. Garibaldi
53. Lincoln
54. Bolívar
55. Marat
56. Livingstone
57. Bismarck